# Tiefenbach (Bayerische Schwarzach)
Der Tiefenbach ist ein knapp 5 km langer, rechter Zufluss der Bayerischen Schwarzach im Landkreis Cham in der Oberpfalz in Bayern.
Er entspringt im Kalterbrunnen am Südosthang des Signalberges und mündet südlich von Hammertiefenbach in die Bayerische Schwarzach.

## Name
Der Name Tiefenbach, den der Bach und die Ortschaft gemeinsam tragen, spiegelt die landschaftlichen Verhältnisse wider. Die Häuser der Ortschaft Tiefenbach liegen auf den Nordost- und Südwesthängen eines tief eingeschnittenen Tales, auf dessen Grund der Bach Tiefenbach entlang läuft.
Innerhalb der Ortschaft gibt es bis zu 60 m Höhenunterschied.

## Verlauf
Der Tiefenbach entspringt im Kalterbrunnen in 711 m Höhe am Südosthang des Signalberges.
Von seiner Quelle aus wendet er sich ungefähr 200 m nach Nordosten.
Dann fließt er in einem Taleinschnitt etwa 400 m nach Osten.
In seinem weiteren Verlauf fließt er in vorwiegend südöstlicher Richtung mit geringem Gefälle parallel zum Hang.
Wie mein leicht erkennt (siehe auch das obere Foto) bildet ein vor sehr langer Zeit angelegter Mühlkanal sein Bett.
Der Mühlkanal endet in der Russenmühle.
Aus den landschaftlichen Gegebenheiten muss man vermuten, dass er ursprünglich den Hang in östlicher Richtung hinab floss und sich im Tal mit dem Markbach vereinigte.
400 m nach seinem Einschwenken in den Mühlkanal nimmt der Tiefenbach einen vom Mühlberg herabströmenden namenlosen Bach von rechts auf.
Hinter der Russenmühle wendet sich der Tiefenbach in südsüdöstliche Richtung und fließt nun wieder direkt den Hang hinab.
Er speist das „Waldbad“, welches das Tiefenbacher Freibad mit einer Gaststätte ist.
Auch auf dieser Strecke handelt es sich um einen etwa 300 m langen, schnurgeraden, künstlichen Kanal, der unterhalb des Waldbades eine scharfe, 60 m lange Ecke nach Nordwesten macht.
Nach dieser Ecke beginnt in einem Talabschnitt wieder ein natürlicher, hangabwärts führender Lauf nach Süden.
Nach ungefähr 170 m nimmt der Tiefenbach einen im Goldbrunnen an den Schneeberghängen entspringenden Bach von rechts auf.
Der Tiefenbach wendet sich nun wieder nach Südosten und durchquert die südöstliche Seite von Tiefenbach.

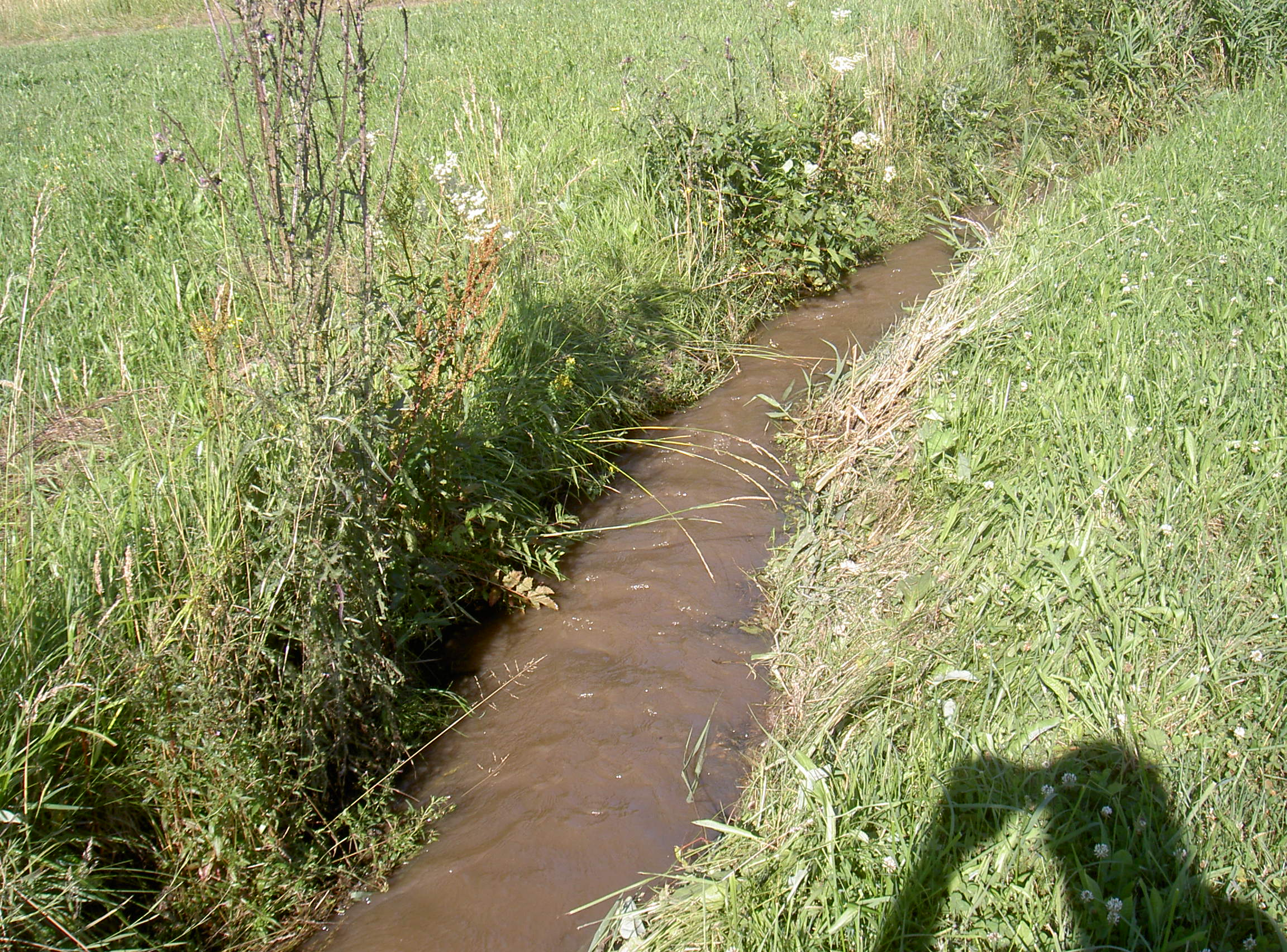
Tiefenbach in den Wiesen südöstlich der Ortschaft Tiefenbach

Der Tiefenbach verlässt die Ortschaft Tiefenbach an ihrem südöstlichen Rand und tritt in sanftere Wiesen und Felder ein.
Hier schwenkt er nach Osten und spaltet sich in zwei Arme, die sich nach 400 m wieder vereinigen.
Der ursprünglich glasklare Waldbach wird in diesem Abschnitt trübe, braun-gelb und lehmig.
Nach weiteren 300 m mündet er von rechts in die Bayerische Schwarzach, die in Nord-Süd-Richtung die Ortschaft Tiefenbach im Osten passiert.

## Zuflüsse
Von der Quelle zur Mündung.
Knapp 1 km nach seiner Quelle nimmt der Tiefenbach einen etwa 620 m langen Bach von rechts auf, der vom Mühlberg herabströmt.
2,69 km nach seiner Quelle nimmt der Tiefenbach einen 1,44 km langen Bach von rechts auf.
Dieser Bach entspringt im Goldbrunnen an den Schneeberghängen.
Er trägt die Gewässerkennzahl 146262.